# Krešimir Ljubičić
Krešimir Ljubičić (Zagabria, 11 luglio 1998) è un cestista croato.

## Palmarès
- Campionato croato: 1

Cibona Zagabria: 2018-19
- Coppa di Croazia: 1

Cibona Zagabria: 2023
Spalato: 2025